# ヴィクトル・ジヴォイノヴィッチ
ヴィクトル・ジヴォイノヴィッチ（Viktor Živojinović (セルビア語: Виктор Живојиновић、1999年3月15日 - ）は、セルビア・ベオグラード出身のプロサッカー選手。FKイェディンストヴォ・ウブ所属。ポジションは、フォワード（ウイング）。